# Étude de trafic d'un projet routier
 (22 janvier 2021).
L’étude de trafic d'un projet routier a pour objet de connaître les différents flux de véhicules empruntant le réseau routier dans lequel s'insère le projet, par tronçon tant en nature qu’en quantité, à un instant donné puis à un terme donné, en appliquant l'évolution prévisible de l'activité humaine affectant le réseau routier en question.
Le problème situé à la base des projets d'infrastructure routière est souvent lié à l'insuffisance de réseau existant, soit par défaut, soit par insuffisance. Il est alors nécessaire, pour bien cerner ce problème, d'en préciser les contours, puis pour en dessiner les solutions, d'en quantifier précisément les composantes. C'est le champ des études de circulation. Les problèmes liés au transport touchaient en particulier au domaine de l'économie mais il est difficile de se limiter à la seule rentabilité financière. Les infrastructures de transport, et en particulier les routes, doivent présenter une efficacité économique et sociale, au travers des avantages et des coûts sociaux des aménagements réalisés. Les déplacements représentent une dimension de l'organisation sociale et du rapport entre l'homme et ses espaces de vie. Il est donc nécessaire d'entreprendre une démarche systématique visant à la connaissance des trafics.

## Vocabulaire
Dans le domaine de l'étude des trafics, il est nécessaire de fixer les définitions des termes couramment employés :
- trafic de transit : origine et destination en dehors de la zone étudiée (important pour décider de la nécessité d'une déviation) ;
- trafic d'échange : origine à l'intérieur de la zone étudiée et destination à l'extérieur de la zone d'échange et réciproquement (important pour définir les points d'échange) ;
- trafic local : trafic qui se déplace à l'intérieur de la zone étudiée ;
- trafic moyen journalier annuel (T.M.J.A.) égal au trafic total de l'année divisé par 365 ;
- unité de véhicule particulier (U.V.P.) exprimé par jour ou par heure, on tient compte de l'impact plus important de certains véhicules, en particulier les poids lourds en leur affectant un coefficient multiplicateur de deux ;
- les trafics aux heures de pointe, avec les heures de pointe du matin (HPM), et les heures de pointe du soir (HPS) ;
- le trafic journalier de fin de semaine ;
- le trafic journalier moyen d'été : important pour les régions estivales.

## Capacité des différents types de voies
On a pu affirmer que "La capacité pratique est le débit horaire moyen à saturation" ou que "la capacité est le trafic horaire au-delà duquel le plus petit incident risque d'entraîner la formation de bouchons", mais ces affirmations manquent de rigueur. D'une part le trafic ne peut dépasser la capacité, qui par définition représente le flux maximal pouvant s'écouler. D'autre part, un incident dégrade les performances du réseau y compris pour des trafics inférieurs à la capacité. Le point important est que la capacité, proprement définie, représente bien le flux maximal écoulable.
La capacité dépend :
- des distances de sécurité (en milieu urbain ce facteur est favorable, il l'est beaucoup moins en rase campagne, où la densité de véhicules sera beaucoup plus faible) ;
- des conditions météorologiques ;
- des caractéristiques géométriques de la route.

On peut définir le débit horaire moyen de pointe en fonction de l'historique annuel des trafics. Il apparaît ainsi qu'en classant par ordre décroissant les débits horaires sur une année, la courbe présente la forme d'une fonction du type 1/x.
On considère que le débit correspondant au changement de pente correspond au débit de pointe normal, c’est-à-dire le débit maximum qui se reproduit périodiquement hors circonstances particulières (départ en vacances par exemple).
Le changement de pente de la courbe correspond généralement à une plage de données situées entre la 10e et la 50e heure, on choisit conventionnellement de prendre en compte la 30e heure pour caractériser le débit horaire de pointe moyen et de le comparer à la capacité de la voie.
Le débit de la 30e heure est utilisé pour le dimensionnement des gares de péage par exemple.

### Capacités pratiques de route
Les valeurs ci-dessous, exprimées en UVP (unité de véhicule particulier) par jour sont valables pour des sections en rase campagne, hors zones de carrefour et pour des régions relativement plates.
| Type de voie | Seuil de gêne | Seuil de saturation |
| ------------ | ------------- | ------------------- |
| 2 voies      | 8 500         | 15 000              |
| 3 voies      | 12 000        | 20 000              |
| 2 x 2 voies  | 25 000        | 45 000              |
| 2 x 3 voies  | 40 000        | 65 000              |

Si on raisonne sur les débits horaires, c'est-à-dire en UVP par heure pour les 2 sens, les résultats sont les suivants pour une route à une seule chaussée et à deux voies de 3,50 m.
| Seuil                         | Trafic en UVP/h pour les 2 sens |
| ----------------------------- | ------------------------------- |
| Seuil de gêne                 | 750                             |
| Seuil de circulation dense    | 1 100                           |
| Seuil de risque de congestion | 2 000                           |

## Relation entre vitesse et débit
Il n'est possible d'établir une relation entre vitesse et débit qu'en situation stable. Cet état n'existe que sur voie express ou sur autoroute.
Plusieurs études ont essayé de modéliser la relation entre ces deux données. Elles permettent de définir une fonction représentée par une parabole. Si on place en abscisse le débit q et en ordonnée la vitesse praticable V, on constate ainsi qu'à un débit faible correspondent deux vitesses praticables très différentes : une élevée et l'autre faible. La concentration correspondante est alors inversement proportionnelle à la vitesse : plus la vitesse est élevée et plus la concentration est faible. La concentration au maximum de débit, proche de 2000 UVP par heure est d'environ 30 véhicules par km et la vitesse moyenne de l'ordre de 60 km/h (voir Embouteillage: modélisation du trafic routier)).

## Principes d'une étude de trafic
L'étude de trafic commence par un recensement de l'état existant permettant :
- de hiérarchiser le réseau routier par rapport aux fonctions qu'il assure.
- de mettre en évidence les difficultés dans l'écoulement des flux (avec leurs conséquences sur les activités humaines).

L'évolution des activités est, elle-même génératrice de trafic. Sa prévision et l'analyse de ses impacts sur les déplacements deviendront des paramètres sur l'organisation de l'urbanisme (PLU et SCOT).
Dans cette logique, l'étude de trafic est une donnée nécessaire aux réflexions sur le développement des infrastructures de transport. Elle influencera directement les caractéristiques des voies à créer ainsi que les caractéristiques des chaussées. Dans ce registre on peut citer des choix possibles :
- nécessité ou non d'une déviation d'agglomération ;
- choix du tracé par rapport aux zones bâties ;
- position des échangeurs ;
- géométrie des carrefours ;
- dimensionnement des chaussées en fonction des trafics poids lourds cumulés.

## Étude de trafic
Il est nécessaire de quantifier ces déplacements existants et à venir. La première étape de ce type d'étude est le recensement de l'existant. Ce recensement permettra de hiérarchiser le réseau routier par rapport aux fonctions qu'il assure, et de mettre en évidence les difficultés dans l'écoulement du trafic et de ses conséquences sur l'activité humaine. Dans le cas particulier de la route, l'étude de circulation s'appuiera essentiellement sur une étude de trafic. Cette étude permettra de définir le type d'aménagement à réaliser (nombre de voies, type d'échanges et aussi dimensionnement de la chaussée).
L'étude de trafic s'attachera à la connaissance des trafics :
- de transit, lorsqu'il s'agira d'apprécier l'opportunité d'une déviation d'agglomération ;
- la nature des flux, pour déterminer les points d'échange ;
- le niveau des trafics et leur évolution pour programmer dans le temps les investissements ;
- les mouvements directionnels permettent de définir les caractéristiques des échanges ;
- le niveau de trafic poids lourds déterminent directement le dimensionnement de la structure de chaussée.

Une étude de trafic se mène en général en cinq étapes :
- la définition du réseau ;
- l'analyse des trafics existants ;
- la détermination des conditions de circulation ;
- l'évaluation de l'évolution des trafics ;
- l'affectation des trafics.

### Définition du réseau
Le réseau à étudier est constitué de l'ensemble des tronçons de routes existants ou projetés pour lesquels l'une ou l'autre des solutions envisagées dans le cadre du projet est susceptible d'exercer une influence en ce qui concerne le trafic. On procède à l'inventaire des flux de trafic concernés, directement ou indirectement, et tout itinéraire susceptible d'être emprunté par l'un d'eux, fera partie du réseau.

#### Découpage
On procède au découpage géographique en zones. Ces zones correspondent à des flux de déplacement. Leur détermination permet l'établissement de la matrice origine/destination. Une zone géographique correspond à un ensemble générateur ou récepteur de trafic homogène. Les zones, issues du découpage, sont choisies de telle sorte que les usagers se rendant d'une zone à une autre, ont et auront le choix entre les mêmes itinéraires. Plus on s'éloigne du projet, plus les zones seront étendues. Pour les zones extérieures à l'aire d'étude, on pourra, en général, les regrouper par entrées et sorties. Le découpage tiendra compte des spécificités des générateurs ponctuels de trafic (écoles, zones industrielles, centres commerciaux…). Les zones sont donc identifiées pour leur rôle principal (habitat, activités économiques, commerciales, centre-ville, hypercentre…).

#### Caractéristiques du réseau
Tous les éléments composants le réseau et la zone d'étude sont relevés:
- les caractéristiques des voies concernées
- la visibilité sur chaque tronçon
- les caractéristiques du profil en long le cas échéant
- les limitations de vitesse
- les carrefours avec leur régime de priorité
- les points durs générateurs de ralentissement

#### Mesure des trafics
Cette mesure est réalisée par différents procédés complémentaires:
- comptages manuels
- comptages automatiques

Ces deux types permettent de mesurer le trafic sur un tronçon, en ce qui concerne les compteurs automatiques, les dispositifs ont maintenant la capacité de discriminer véhicules légers et poids lourds.
- les enquêtes de type cordon. Elle permet de distinguer les trafics de transit des trafics locaux, et les origines et destinations de chaque flux.
- les enquêtes qualitatives. Elles permettent de connaître l'appréciation de l'usager par rapport au réseau, les raisons de son déplacement.
- les relevés de plaques minéralogiques.

À l'issue de ces comptages, le trafic est modélisé. Le réseau routier constitue alors un graphe mathématique composé d'arcs (tronçons de voirie) et de sommets (les carrefours et les échangeurs). Après avoir identifié les itinéraires possibles, la phase la plus délicate est de déterminer l'itinéraire principal pour chaque échange entre zones. On estime pour ce faire, que l'usager fait son choix de façon à minimiser le coût du trajet.
Chaque tronçon est évalué en fonction du temps de parcours, qu'il s'agisse des zones internes au périmètre d'étude, ou entre les points d'entrée et de sortie de ce périmètre pour les trafics de transit.

### Analyse des trafics existants
Une fois les trafics connus, on étudiera pour chaque tronçon les conséquences de l'augmentation de trafic sur les débits et sur les durées de parcours.
Sont évaluées ensuite les conséquences de solution d'aménagement, qu'il s'agisse de nouvelles infrastructures ou de développement de zones urbaines ou d'activités.
La difficulté réside dans la projection des trafics à l'échelle de 5, 10 15 ans ou plus. En effet, l'augmentation prévue est basée sur le modèle de développement actuel: prédominance des transports individuels pour les agglomérations de taille moyenne en milieu rural, prédominance du transport des marchandises par poids lourds.
De plus l'évolution locale du développement urbain est envisagée sur la base des hypothèses de réflexion prospective, traduites dans les documents d'urbanisme (SCOT, PLU). Cette évolution peut être bouleversée par des modifications du contexte économique liée à des créations ou, au contraire, à des fermetures d'activités économiques.
Il est donc important d'apprécier au stade de l'analyse des trafics existants, les facteurs d'influence et la marge de développement possible à l'intérieur de la zone étudiée. Il est aussi important de prendre en compte des facteurs externes pouvant affecter cette évolution (construction d'une autoroute, d'une ligne de chemin de fer à grande vitesse…).

### Détermination des conditions de circulation
D'autres facteurs que les trafics sont à prendre en compte lors de l'étude de circulation, en particulier ce qui caractérise les conditions de circulation.
En effet la répartition des trafics sur différents itinéraires dépend des conditions de circulation. Cet aspect se traduit pour l'usager sur le plan du confort (fluidité de circulation, sécurité…) et sur le plan économique (temps de parcours, consommation…). Il se traduit aussi pour la collectivité sur le plan économique (coût des accidents, consommation, pollution, temps perdu…).
L'usager prend en compte, consciemment ou inconsciemment trois éléments: la durée du trajet, le liberté de circulation, la sécurité.
La durée du trajet est un élément essentiel pour l'usager, ainsi elle doit être mesurée pour chaque circuit possible. La régularité de ces durées doit aussi être mesurée (elle a aussi une incidence sur le comportement de l'usager).
La liberté de circulation s'apprécie par l'évaluation du temps passé en peloton (véhicules passés en file l'un derrière l'autre). On distingue alors plusieurs seuils:
- le seuil de gêne notable (50 % du temps passé en peloton)
- le seuil de circulation dense (65 % du temps passé en peloton)
- le seuil de risque de congestion (80 % du temps passé en peloton); des risques de congestion apparaissent

Il est alors très important de mesurer pour chaque parcours les temps d'attente à chaque carrefour, les longueurs de files d'attente et d'évaluer pour chaque scénario possible l'incidence de l'augmentation du trafic.

### L'évaluation de l'évolution des trafics
Le trafic sur l'ensemble du réseau routier français a doublé entre les années 1965 et 1985. Il a poursuivi une croissance très forte depuis. La direction des routes du ministère de l'Equipement a lancé une étude sur les ménages pour déterminer les conditions de circulation à l'horizon 2015.
Cette enquête a pris en compte le parc automobile des ménages, leur revenu moyen, le taux de motorisation, l'évolution prévisible du prix des carburants, la longueur du réseau autoroutier. Cette étude a conclu à l'augmentation continue du trafic jusqu'à cet horizon, sans saturation du parc.
Hypothèses couramment retenues sur réseau routier principal
- 2,5 % linéaire jusqu'en 2010
- 1,25 % linéaire au-delà de 2010

Hypothèses couramment retenues sur réseau autoroutier
- 3,5 % linéaire de 2000 à 2010
- 1,5 % au-delà de 2010

Ainsi en l'absence de donnée plus précises, il est admis sur le réseau principal d'utiliser la formule suivante pour déterminer le trafic à l'année n : 
trafic à l'année n = trafic à l'année 0 x 1,025 n

### Affectation des trafics
Affecter le trafic entre 2 points consiste à répartir les courants de circulation sur les itinéraires parallèles (et concurrents entre ces deux points). Dans le cas d'itinéraires existants entre 2 villes par exemple, l'affectation permet de reconstituer la situation actuelle et de caler le modèle d'affectation utilisé.
Cette méthode est surtout efficace pour un tracé neuf doublant un ou plusieurs itinéraire existants. Elle offrira l'occasion d'évaluer l'intérêt de l'aménagement selon les variantes de tracé ainsi que les types et le nombre de raccordements avec le réseau routier existant.
En matière d'affectation, on se limite au seul mode de transport routier. La répartition entre les différents modes de transport fait l'objet d'autres règles et d'autres modèles.
L'affectation prend en compte une dimension économique : chaque itinéraire est évalué en fonction du coût pour l'usager. Une règle définit le lien entre coût et trafic:
T1 / T2 = ( C1 / C2 ) 10
Ainsi, un faible écart sur les coûts de circulation se traduit par une forte répercussion sur les trafics. En fait, si l'écart de trafic est important, l'itinéraire le plus chargé risque de devenir le moins attractif au profit de l'itinéraire le moins chargé. Il y a lieu de suivre l'évolution des trafics de manière itérative. Le modèle s'équilibre à terme.
Cette modélisation est utilisée pour les études économiques liées à la construction d'une infrastructure routière.

### Origine du texte
- Cet article est partiellement ou en totalité issu du site Cours de génie civil - année 2007-2008, Hervé Brunel , le texte ayant été placé par l’auteur ou le responsable de publication sous la licence de documentation libre GNU ou une licence compatible.